# Fabio Viteritti
Fabio Viteritti (* 22. Mai 1993 in Lörrach) ist ein deutscher Fußballspieler. Er wurde bevorzugt im linken Mittelfeld eingesetzt.

## Karriere
Viteritti spielte in seiner Jugend für den FC Friedlingen, den SV Weil und den FC Basel. 2010 wurde er vom 1. FC Magdeburg verpflichtet, für den er zunächst noch in der A-Junioren-Bundesliga auflief. Aufgrund seiner guten Leistungen mit neun Toren in zwanzig Spielen konnte er in den folgenden Spielzeiten für die erste Mannschaft in der Regionalliga spielen. Bis 2014 kam Viteritti so auf 71 Ligaspiele, in denen er aber lediglich vier Tore schoss und zehn vorbereitete. Zu Beginn des Jahres 2015 wechselte er zum Ligakonkurrenten TSG Neustrelitz. In der Rückrunde der Saison 2014/15 kam er auf ein Tor in zwölf Spielen. In der folgenden Spielzeit 2015/16 konnte Viteritti mit zehn Toren und neun Vorlagen in 29 Partien auf sich aufmerksam machen und wurde 2016 vom Drittligaabsteiger Energie Cottbus verpflichtet. In den nächsten zwei Jahren absolvierte er 66 Ligaspiele, in denen er beachtliche 24 Tore schoss und ebenso viele vorbereitete. Cottbus schloss die Saison 2017/18 auf dem 1. Platz ab und gewann die Aufstiegsrelegation gegen den SC Weiche Flensburg 08 und stieg somit in die 3. Liga auf. Gleichzeitig gewann Viteritti mit den Lausitzern in den beiden Jahren auch jeweils den brandenburgischen Landespokal, wo er mit vier respektive drei Treffern entscheidenden Anteil dran hatte.
Nach dem Aufstieg debütierte Viteritti am 29. Juli 2018 in der 3. Liga, als er am 1. Spieltag beim 3:0-Sieg gegen Hansa Rostock in der Startelf stand und zwei Treffer erzielte. Am Saisonende folgte mit dem FC Energie als Siebzehntem der direkte Wiederabstieg.
Im Sommer 2019 wechselte Fabio Viteritti nach 100 Ligaspielen, in denen er für die Lausitzer 30 Tore erzielen konnte, zum FSV Zwickau, wo er einen Zweijahresvertrag erhielt. Für Zwickau kam er in der Saison 2019/20 zu 30 Drittligaeinsätzen, in denen er sieben Tore erzielte.
Zur Saison 2020/21 wechselte er nach Österreich zum Zweitligisten FC Wacker Innsbruck, bei dem er einen bis Juni 2022 laufenden Vertrag erhielt. Für Wacker kam er in seiner ersten Saison zu 26 Einsätzen in der 2. Liga, in denen er fünfmal traf. In der Saison 2021/22 absolvierte er sieben Partien, ehe er sich im September 2021 in der Partie des achten Spieltags gegen den FC Liefering das Kreuzband riss. Von dieser Verletzung erholte sich Viteritti jedoch nie mehr, woraufhin er im Juni 2022 im Alter von 29 Jahren seine Karriere als Profi beendete. In seiner Abwesenheit war Wacker in die Insolvenz geschlittert und daher zwangsweise aus der 2. Liga abgestiegen.
Nach dem Ende seiner Profilaufbahn kehrte Viteritti nach Basel zurück und schloss sich dem viertklassigen FC Black Stars Basel an.